# Volk in Bewegung & Der Reichsbote
Volk in Bewegung & Der Reichsbote (ViB) ist eine als rechtsextrem und neonazistisch eingestufte Zeitschrift. Sie erscheint seit 2008 im neonazistischen Nordlandverlag im thüringischen Fretterode und ist das Nachfolgeprojekt von Volk in Bewegung, von 2000 bis 2007 beim Verlags- und Medienhaus Hohenberg verlegt. Darin aufgegangen ist der Der Reichsbote. Anzeiger des Freistaates Preussen. Zeitung für Politik, Wirtschaft und Kultur (2004–2008). Herausgeber ist der militante Neonazi Thorsten Heise.

## Geschichte
Die Aktivitäten der Zeitschrift waren Gegenstand zahlreicher Verfassungsschutzberichte, so wird sie im Verfassungsschutzbericht 2009 des Bundesministeriums des Innern (BMI) als neonazistisch klassifiziert. Laut Jörg Geibert, Innenminister von Thüringen, erschienen in der Zeitschrift „größtenteils neonazistische und geschichtsrevisionistische“ Beiträge. Speziell gehe es auch um die deutsche Kriegsschuldfrage. Zum Teil werden antisemitische Verschwörungstheorien kolportiert und entsprechende „Sprachcodes“ verwendet, so der Unabhängige Expertenkreis Antisemitismus beim BMI. Christoph Kopke, Antisemitismusforscher, verortet das Periodikum ebenfalls im Neonazismus und verweist auf den Nordland-Verlag aus dem Dritten Reich. Der Fachjournalist Anton Maegerle bezeichnet die Zeitschrift NS-apologetisch und nennt rechtsextreme Referenten bei Lesertreffen aus dem europäischen Ausland.
In der Zeitschrift wurde laut Angaben der Bundesregierung 2013 die Identitäre Bewegung mehrmals positiv dargestellt.
Zu den Autoren des Blattes gehören u. a. Ulf Bergmann, Rigolf Hennig, Gerd Honsik, Sascha Krolzig, Horst Mahler, Richard Melisch, Alois Mitterer, Bernhard Schaub, Dietrich Schuler, Tomislav Sunić, Angelika Willig und Gerd Zikeli.
Des Weiteren sehen sowohl Kreise der AfD als auch das Bundesamt für Verfassungsschutz es als gesichert an, dass Björn Höcke unter dem Pseudonym Landolf Ladig für die Zeitschrift schrieb. Höcke dementierte dies.